# Cameron Cartio
Cameron Cartio, pseudonimo di Kamran Sebahi (in persiano كامران کارتيو‎; Teheran, 9 aprile 1978), è un cantante iraniano con cittadinanza svedese Ha iniziato la sua carriera con la canzone Roma al Melodifestivalen 2005, la selezione svedese per l'Eurovision Song Contest.

## Discografia

### Album
- 2006 - Borderless

### Singoli
- 2005 - Roma
- 2005 - Henna (con Khaled)
- 2011 - Bia nazdiktar
- 2012 - Sheytoonaki
- 2012 - Ye divone
- 2015 - Delam asireh
- 2019 - Beresoon